# O Jornal

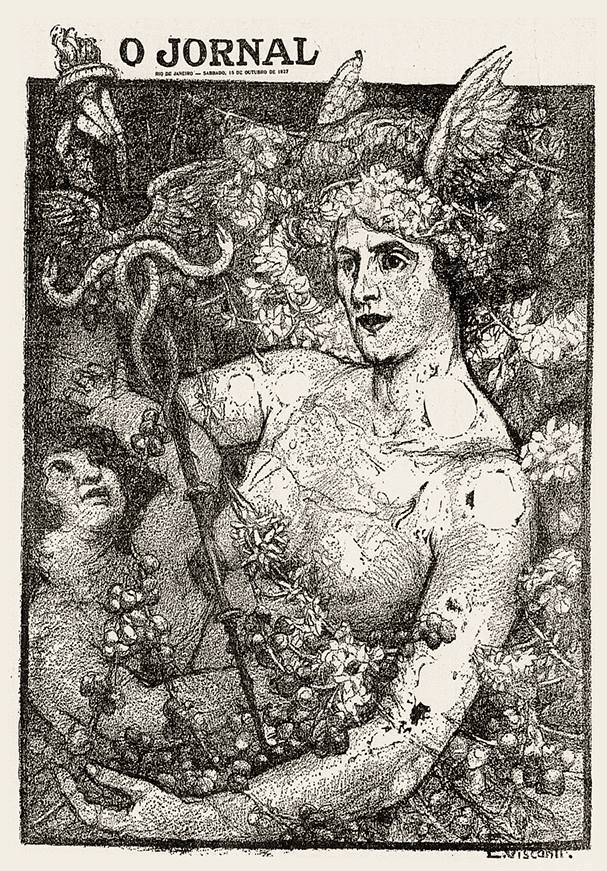
Couverture pour l'édition spéciale du O Jornal, le 15 octobre 1927, commémorant le bicentenaire du caféier au Brésil.

O Jornal est un journal brésilien qui circule à Rio de Janeiro au XXe siècle.

## Histoire
Fondé en 1919, il est acheté en 1924 par Assis Chateaubriand. O Jornal est le premier journal qu'il achète et devient l'embryon de ce qui devient l'empire des Diários Associados. Son tirage atteint 60 000 exemplaires par jour.
Il rentre en crise avec la mort d'Assis Chateaubriand, en 1968.